# Myiarchus swainsoni
El copetón de Swainson (en Ecuador y Perú) (Myiarchus swainsoni), también denominado atrapamoscas de Swainson (en Colombia), burlisto pico canela (en Paraguay y Argentina), atrapamoscas cresta oscura (en Venezuela) y mosqueta parda o burlisto común (en Uruguay), es una especie de ave paseriforme de la familia Tyrannidae perteneciente al numeroso género Myiarchus. Es nativo de América del Sur, las poblaciones que se reproducen en el sur del continente migran hacia la cuenca del Amazonas y el norte en los inviernos australes. 

## Distribución y hábitat
Se encuentra en la mayor parte de América del Sur, a oriente de los Andes y al norte de la Patagonia, cría en el centro y norte de Argentina, Uruguay, Paraguay, Bolivia y sur de Brasil y migra hacia el norte; es residente permanente en el norte de Brasil, norte de Bolivia y sureste de Perú, sur de Venezuela, Guyana, Surinam y Guayana Francesa; es visitante invernal en la mayor parte del este de Perú, este de Ecuador y sur y sureste de Colombia, norte de Venezuela y Trinidad y Tobago. Fue registrado como vagante en Aruba.
Esta especie, ampliamente diseminada, es considerada bastante común en una variedad de hábitats naturales, pero principalmente en clareras, áreas boscosas (especialmente cerrados, sabanas), matorrales ligeros, vegetación riparia. Laderas boscosas de los tepuyes y clareras en la selva tropical, hasta los 1800 m de altitud (la subespecie phaeonotus); en el dosel de bosques de estribaciones subtropicales, hasta los 1200 m en valles más secos ligeramente forestados.

## Sistemática

### Descripción original
La especie M. swainsoni fue descrita por primera vez por los ornitólogos alemanes Jean Cabanis y Ferdinand Heine en 1859 bajo el mismo nombre científico; su localidad tipo es: «Brasil, restringido posteriormente para Río de Janeiro».

### Etimología
El nombre genérico masculino «Myiarchus» se compone de las palabras del griego «μυια muia, μυιας muias» que significa ‘mosca’, y «αρχος arkhos» que significa ‘jefe’; y el nombre de la especie «swainsoni», conmemora al naturalista e ilustrador británico William Swainson (1789–1855).

### Taxonomía
La taxonomía interna de esta especie es compleja y precisa ser revisada. La subespecie nominal es mayor y/o más oscura que las otras y también difiere vocalmente. Los análisis filogenéticos de mtDNA indican que la subespecie nominal no es pariente próxima de las otras y casi con seguridad represente una especie separada; las otras subespecies si parecen próximas unas de las otras (aunque phaeonotus no fue nuestreada) y también más próximas a Myiarchus tuberculifer y a M. barbirostris que a todas las otras especies del género.
Las formas descritas M. s. albimarginatus Mees, 1985 (de Surinam), M. s. amazonus J.T. Zimmer, 1938 (de la Guayana Francesa) y M. s. fumosus Phelps Sr. & J.T. Zimmer, 1946 (del Ptari-tepui, Venezuela) son sinónimos de phaeonotus. La forma descrita M. tyrannulus czakii Stolzmann, 1926 es un sinónimo de la nominal.

### Subespecies
Según las clasificaciones del Congreso Ornitológico Internacional (IOC) y Clements Checklist/eBird se reconocen cuatro subespecies divididas en dos grupos, con su correspondiente distribución geográfica:
- Grupo monotípico phaeonotus:
  - Myiarchus swainsoni phaeonotus Salvin & Godman, 1883 – sur y este de Venezuela (Amazonas, Bolívar, Delta Amacuro), oeste de Guyana y adyacencias del norte de Brasil (altos río Negro y río Branco).

- Grupo politípico swainsoni:
  - Myiarchus swainsoni pelzelni Berlepsch, 1883 – las Guayanas y perímetro central y oriental de la cuenca del Amazonas al sur hasta el este de Perú (norte de Cuzco), norte y este de Bolivia y centro suroeste de Brasil (al sur hasta el norte de Mato Grosso do Sul, sur de Goiás y Minas Gerais).
  - Myiarchus swainsoni ferocior Cabanis, 1883 – sureste de Bolivia (suroeste de Santa Cruz al sur hasta el este de Tarija), oeste de Paraguay y Argentina (al sur hasta La Pampa y Buenos Aires); migra hacia la cuenca amazónica llegando hasta el sur de Colombia.
  - Myiarchus swainsoni swainsoni Cabanis & Heine, 1860 – sureste de Paraguay y sureste de Brasil (São Paulo, Río de Janeiro) al sur hasta el extremo noreste de Argentina (Misiones) y Uruguay; migra hacia el norte llegando hasta el este de Colombia, oeste de Venezuela y Trinidad, y hacia el este hasta el noreste de Brasil (Paraíba).